# سنترفيل (ماريلاند)
سنترفيل (بالإنجليزية: Centreville, Maryland)‏ هي بلدة تقع في مقاطعة آن آن بولاية ماريلاند في الولايات المتحدة. تبلغ مساحتها 6.35 (كم²)، وترتفع عن سطح البحر 15 م، بلغ عدد سكانها 4285 نسمة في عام 2010 حسب إحصاء مكتب تعداد الولايات المتحدة وتصل الكثافة السكانية فيها 675.3 نسمة/كم2.

## التركيبة السكانية
قام مكتب تعداد الولايات المتحدة بتحديد بيانات التركيبة السكانية لسنترفيل في تعداد الولايات المتحدة. في ما يلي، التركيبة السكانية حسب تعدادي 2000 و2010.

### تعداد عام 2000
بلغ عدد سكان سنترفيل 1,970 نسمة بحسب تعداد عام 2000، وبلغ عدد الأسر 807 أسرة وعدد العائلات 497 عائلة مقيمة في البلدة. في حين سجلت الكثافة السكانية 937.9 نسمة لكل ميل مربع (362.1/كم2). وبلغ عدد الوحدات السكنية 866 وحدة بمتوسط كثافة قدره 412.3 نسمة لكل ميل مربع (159.2/كم2).
وتوزع التركيب العرقي للبلدة بنسبة 78.68% من البيض و 0.10% من الأمريكيين الأصليين و 0.56% من الأمريكيين ذوي الأصول الآسيوية و 19.24% من الأمريكيين الأفارقة و 1.27% من عرقين مختلطين أو أكثر.
بلغ عدد الأسر 807 أسرة كانت نسبة 27.5% منها لديها أطفال تحت سن الثامنة عشر تعيش معهم، وبلغت نسبة الأزواج القاطنين مع بعضهم البعض 42.4% من أصل المجموع الكلي للأسر، ونسبة 16.1% من الأسر كان لديها معيلات من الإناث دون وجود شريك، وكانت نسبة 38.4% من غير العائلات. تألفت نسبة 32.8% من أصل جميع الأسر من أفراد ونسبة 15.0% كانوا يعيش معهم شخص وحيد يبلغ من العمر 65 عاماً فما فوق. وبلغ متوسط حجم الأسرة المعيشية 2.84، أما متوسط حجم العائلات فبلغ 2.25.
بلغ العمر الوسطي للسكان 41 عاماً. وكانت نسبة 5.9% بين الثامنة عشر والأربعة وعشرون عاماً، ونسبة 28.6% كانت واقعةً في الفئة العمرية ما بين الخامسة والعشرون حتى والأربعة وأربعون عاماً، ونسبة 21.8% كانت ما بين الخامسة والأربعون حتى الرابعة والستون، ونسبة 22.0% كانت ضمن فئة الخامسة والستون عاماً فما فوق. يوجد لكل 100 أنثى 88.2 ذكر، ويوجد لكل 100 أنثى في الثامنة عشر من عمرها فما فوق 79.7 ذكر.
بلغ متوسط دخل الأسرة في البلدة 41,100 دولار، أما متوسط دخل العائلة فبلغ 55,595 دولار. وكان متوسط دخل الذكور 37,011 دولار مقابل 25,625 دولار للإناث. وسجل دخل الفرد الخاص بالبلدة 20,630 دولار. وكانت نسبة 8.1% من العائلات ونسبة 15.4% من السكان تحت خط الفقر، وكان من هؤلاء نسبة 17.3% تحت سن الثامنة عشر ونسبة 17.4% في الخامسة والستين من العمر وما فوق.

### تعداد عام 2010
بلغ عدد سكان سنترفيل 4,285 نسمة بحسب تعداد عام 2010، وبلغ عدد الأسر 1,568 أسرة وعدد العائلات 1,102 عائلة مقيمة في البلدة. في حين سجلت الكثافة السكانية 1,749.0 نسمة لكل ميل مربع (675.3/كم2). وبلغ عدد الوحدات السكنية 1,694 وحدة بمتوسط كثافة قدره 691.4 لكل ميل مربع (267.0/كم2).
وتوزع التركيب العرقي للبلدة بنسبة 85.0% من البيض و 0.3% من الأمريكيين الأصليين و 1.4% من الأمريكيين ذوي الأصول الآسيوية و 10.6% من الأمريكيين الأفارقة و 2.3% من عرقين مختلطين أو أكثر.
بلغ عدد الأسر 1,568 أسرة كانت نسبة 38.0% منها لديها أطفال تحت سن الثامنة عشر تعيش معهم، وبلغت نسبة الأزواج القاطنين مع بعضهم البعض 55.6% من أصل المجموع الكلي للأسر، ونسبة 11.4% من الأسر كان لديها معيلات من الإناث دون وجود شريك، بينما كانت نسبة 3.3% من الأسر لديها معيلون من الذكور دون وجود شريكة وكانت نسبة 29.7% من غير العائلات. تألفت نسبة 25.1% من أصل جميع الأسر من أفراد ونسبة 10.8% كانوا يعيش معهم شخص وحيد يبلغ من العمر 65 عاماً فما فوق. وبلغ متوسط حجم الأسرة المعيشية 3.12، أما متوسط حجم العائلات فبلغ 2.60.
بلغ العمر الوسطي للسكان 39.5 عاماً. وكانت نسبة 27.5% من القاطنين تحت سن الثامنة عشر، وكانت نسبة 5.2% بين الثامنة عشر والأربعة وعشرون عاماً، ونسبة 26% كانت واقعةً في الفئة العمرية ما بين الخامسة والعشرون حتى والأربعة وأربعون عاماً، ونسبة 23.4% كانت ما بين الخامسة والأربعون حتى الرابعة والستون، ونسبة 17.9% كانت ضمن فئة الخامسة والستون عاماً فما فوق. وتوزع التركيب الجنسي للسكان بنسبة 47.6% ذكور و52.4% إناث.

## وصلات خارجية
- The US50 - Cities and Towns in Maryland State
- Maryland Cities and Towns, Facts, Map, Flag, Colleges, Government, and More